# 伊万·米利科维奇
伊万·米利科维奇（羅馬化：Ivan Miljković，1979年9月13日—），塞尔维亚男子排球运动员。他曾代表南联盟、塞尔维亚和黑山、塞尔维亚参加2000年、2004年和2008年夏季奥林匹克运动会排球比赛，获得一枚金牌。